# Numa Keneke
Numa Keneke (2 de marzo de 1983) es un deportista papú que compitió en judo. Ganó una medalla de bronce en el Campeonato de Oceanía de Judo de 2003 en la categoría de –60 kg.

## Palmarés internacional
| Campeonato de Oceanía | Campeonato de Oceanía | Campeonato de Oceanía | Campeonato de Oceanía |
| Año                   | Lugar                 | Medalla               | Categoría             |
| --------------------- | --------------------- | --------------------- | --------------------- |
| 2003                  | Suva (Fiyi)           | Medalla de bronce     | –60 kg                |